# Línea 40 (Dbus)
La línea 40 de Dbus conecta Gros con el centro, El Antiguo, el polígono de Igara y Berio.
La línea B1 realiza el servicio nocturno de la línea entre el centro, El Antiguo y Berio.

## Paradas

### Hacia Igara
- Ategorrieta 41 17 33
- Gran Vía 27 17 33
- Colón 17 8 14 17 24 33 46
- Libertad 18 33 45
- Londres 5 25 33 45
- La Perla 5 16 18 25 33 45
- Zumalakarregi 10 5 25 33 35 43 45
- Antiguoko Anbulatorioa 5 25 27 33 35 43 45
- Magisterio Tolosa 14 5 25 27 33 35 43 45
- Unibertsitatea Tolosa 70 II 27 43
- Tolosa 112 5 25 27 43 45
- Portuetxe 2 33 43
- Portuetxe 10 33 43
- Portuetxe 18 33 43
- Errotazar 33 43
- Igara 33 43

### Hacia Ategorrieta 41
- Igara 33 43
- Portuetxe 51 33 43
- Portuetxe 35 33 43
- Portuetxe 21 33 43
- Portuetxe 9 33 43
- Ibaeta DV 33
- Berio 91 33
- Berio 73 33
- Berio 63 33
- Berio 45 33
- Berio 19 33
- Elhuyar Plaza 33 35
- Majisteritza 5 24 25 33 35 45
- Zumalakarregi 21 5 24 25 33 35 45
- Zumalakarregi 9 16 24 33
- San Martín 57 5 16 18 25 33 45
- Buen Pastor 5 16 18 19 25 45
- Iparragirre 8 8 17 41
- Zurriola Kursaal 8 17 41
- Zurriola 36 8 17 41
- Groseko Anbulatorioa 8 17 41
- Nafarroa 34 8 17 41
- Ategorrieta 41 17 33